# Мохорт Микола Антонович
Мохорт Микола Антонович (* 6 лютого 1937; Меньківка, Житомирська область, Україна — 10 листопада 2020, Київ) — відомий радянський та український вчений-фармаколог та токсиколог, доктор медичних наук (1973), професор (1981), Заслужений діяч науки і техніки України (22 січня 2013). Академік АН Вищої школи України (2012).

## Короткий перелік досягнень[5]
Завідувач лабораторії токсикології (1976—1992 р.р.), потім відділу фармакології серцево-судинних засобів — і станом на 2015 рік ДУ «Інститут фармакології та токсикології НАМН України», автор понад 330 наукових праць, в тому числі 9 монографій, 2 з яких — спецмонографії.
Автор понад 20 методичних рекомендацій та багатьох Інструкцій з клінічного та доклінічного вивчення та медичного застосування нових антидотів та лікарських засобів; співавтор впровадженних в практику охорони здоров'я 3 антидотів проти отруйних речовин та 12 нових лікарських препаратів.
Автор понад 90 авторських свідоцтв та патентів на винаходи, 10 зарубіжних патентів (США, Франція, Німеччина, Велика Британія, Швейцарія, Швеція, Японія та інші держави) на лікарські засоби. Підготував 7 докторів та 31 кандидатів наук.
Нагороджений Орденом Трудового Червоного Прапора (1981 р.) та Почесною Грамотою Президії Верховної Ради Української РСР (1984 р.), Почесними Грамотами МОЗ України, Дипломами та Почесними Грамотами Президії Національної Академії Медичних наук України.

## Біографія
Микола Антонович Мохорт народився 6 лютого 1937 року в селі Меньківка Радомишльського району Житомирської області в сім'ї селянина Мохорта Антона Антоновича.
Після одержання середньої освіти вступив до педіатричного факультету Київського медичного інституту. Після закінчення інституту (1960) був направлений на роботу у Несвіжську районну лікарню Мінської області, Білорусь. Від 1963 р. по 1966 р. навчався в аспірантурі на кафедрі госпітальної педіатрії Київського медичного інституту (нині Національний медичний університет ім. О. О. Богомольця). Починаючи з 1966 року і до кінця життя Микола Антонович працював в Інституті фармакології та токсикології НАМН України, де у 1973 році став доктором медичних наук, з 1976 року і до сьогодні — завідувачем лабораторії спеціальної токсикології (з 1990 р. — лабораторія токсикології та фармакології фізіологічно активних речовин, з 1994 р. — відділ фармакології серцево-судинних засобів), а з 1981 р. — професором. У 2012 році обраний академіком АН Вищої Школи України. [Архівовано 1 грудня 2021 у Wayback Machine.]
Помер у м. Києві 10 листопада 2020 року на 84 році життя

## Наукова діяльність та досягнення
Основними напрямками наукових досліджень були:
- пошук ефективних антигіпертензивних та антиангінальних засобів серед хімічних сполук різних класів, зокрема — антагоністів кальцію та активаторів АТФ-чутливих калієвих каналів, та вивчення механізму дії потенційних лікарських засобів відповідних фармакотерапевтичних груп.
- пошук ефективних міотропних спазмолітинів, зокрема, токолітиків, детрузоселективних засобів та вазодилятаторів, серед різних класів хімічних сполук та вивчення механізму дії потенційних лікарських засобів.
- створення та розробка протизапальних засобів нестероїдної природи, вивчення механізму дії та пошук шляхів зниження їхніх побічних ефектів.
- розробка антидотних засобів за отруєння фосфорорганічними сполуками (ФОС) та подразнюючими речовинами. Вивчення нехолінергічних механізмів нейро-, кардіотоксичної та загальнотоксичної дії ФОС.
- розробка способів нетрадиційної фармакологічної корекції токсичної дії ФОС шляхом модуляції нейромедіаторних систем.

До наукових здобутків належать такі, як :
- визначення критеріїв оцінки тяжкості уражень речовинами загальноотруйного та ноцицептивного типу дії;
- встановлення ролі гістамінергічної та серотонінергічної систем організму в прояві токсичних ефектів речовин ноцицептивної та антихолінестеразної дії;
- обґрунтовано теорію рецепторного типу дії ноцицептивних ксенобіотиків на чутливі ноцицептори;
- створено та впроваджено у практику антидоти: Антиціан, Фіцилін, Алоксим та надано рекомендації щодо використання блокаторів Н1-гістамінових рецепторів при ураженнях антихолінестеразними речовинами;
- створені, вивчені та впроваджені у практику охорони здоров'я ЛП: мефенамінова кислота, мазь Мефенат, Піримідант, Антраль, Есмін, Вітам, Корвітин, Гірчичники активовані та інші;
- обґрунтовані шляхи зниження токсичності та оптимізації застосування ЛП шляхом синтезу координаційних сполук та «посадкою» їх на цеоліти.

За час роботи в Інституті фармакології та токсикології НАМН України проф. М. А. Мохорт став автором понад 330 наукових праць, у тому числі 9 монографій, 2 з яких — спецмонографії; понад 20 методичних рекомендацій та інструкцій з клінічного та доклінічного вивчення й медичного застосування нових лікарських препаратів і антидотів; є співавтором 12 нових лікарських препаратів й 3 антидотів, впроваджених у практику охорони здоров'я, а також різних типів спецзасобів та спецвиробів; одержав понад 90 авторських свідоцтв та патентів на винаходи, 10 зарубіжних патентів на протизапальний препарат «Пирімідант» (США, Франція, Німеччина, Велика Британія, Швейцарія, Швеція, Японія та ін.) на лікарські препарати. Він підготував 7 докторів та 31 кандидатів наук.
Під науковим керівництвом професора Мохорта М. А. здійснювались глибокі дослідження з вивчення механізмів дії, залежностей «структура-активність» в ряду нестероїдних протизапальних лікарських препаратів, а також похідних дигідропіридину, пошук шляхів зниження токсичності та оптимізації їхнього застосування у клінічній практиці. Ним, у співпраці з вченими НАН та НАМН України (акад. НАН України К. Б. Яцимирським, акад. НАН України, НАМН України, О. М. Лук'яновою, акад. НАМН України Троньком М. Д., чл.-кор. АМН України Ф. П. Трінусом, чл.-кор. НАН України, НАМН України В. М. Сідельниковим, акад. НАМН України О. В. Стефановим, проф. Л. М. Ягупольським, д.х.н. Г. С. Григор'євою, д.м.н., професором Данилевським М.Ф.) створено, досліджено та впроваджено в практику охорони здоров'я нові лікарські препарати (мефенамінова кислота, мефенат, піримідант, антраль, вітам, ізодібут, кверцетин, корвітин, анальвіт). Обґрунтовано можливість пониження токсичності й оптимізації застосування як нових, так і відомих препаратів шляхом синтезу координаційних сполук й «посадкою» їх на цеоліти.
Вельми значущим для практичної медицини був науковий напрямок з розробки та впровадження в клінічну практику, робота за яким проводилась у співдружності з академіками А. С. Єфімовим та М. Д. Троньком, ангіопротекторів для лікування діабетичних ретиноангіопатій. Робота за цим напрямом увінчалась успіхом — впровадженням в практику охорони здоров'я оригінального інноваційного препарату ізодібут, який запатентовано в багатьох зарубіжних країнах. Впровадження у клінічну практику нових інноваційних препаратів та лікарських форм дало можливість, в значній мірі, підвищити ефективність лікування відповідних захворювань, зменшити частоту виникнення побічних реакцій та скоротити терміни лікування. Впроваджені у клінічну практику, розроблені професором Мохортом М. А. та його учнями препарати, широко використовуються повсякденно в багатьох клініках України.
Результати наукових досліджень з токсикології, клінічної фармакології та фармакології узагальнені та викладені у численних наукових статтях, в тому числі проблемного характеру, та 5 монографіях, серед яких: «Нестероидные противовоспалительные средства» (1975 р), "Фармакотерапия заболеваний слизистой оболочки полости рта и тканей пародонта "(1991 р., 2018 р), «Фармакологическое воздействие на чувствительные нервные окончания» (1991 р.), «Теория и практика местного лечения гнойных ран» (1995 р.), «Фармакодинамика и пути поиска кардиотонических лекарственных средств» (1999 р).
Профессор М. А. Мохорт є співавтором «Методических рекомендаций по экспериментальному и клиническому изучению гипотензивных средств» (1996 р.), «Методических рекомендаций по экспериментальному и клиническому изучению антиангинальных средств» (1996 р.), методичних рекомендацій «Экспериментальное и клиническое изучение антиаритмических средств» (1995 р.), методичних рекомендацій «Экспериментальное изучение новых кардиотонических средств» (1995 р.), затверджених і опублікованих Фармакологічним комітетом МОЗ України як обов'язкові посібники при відборі, доклінічному та клінічному вивченні нових лікарських препаратів та ксенобіотиків.
Професор Мохорт М. А.  був одним з провідних спеціалістів в галузі військової токсикології та токсикології лікарських засобів. В керованому ним відділі проводились фундаментально-прикладні дослідження з всебічного вивчення токсикодинаміки та патогенетичних механізмів дії бойових отруйних сполук загального, подразнюючого та нейропаралітичного типу дії. Під його керівництвом та за його безпосередньої участі розроблені критерії оцінки тяжкості уражень речовинами загальноотруйної та ноцицептивної дії. Вперше показана роль гістамінергічної та серотонінергічної систем у прояві токсичних ефектів речовин ноцицептивної та антихолінестеразної дії. Обґрунтовано теорію рецепторного типу дії ноцицептивних ксенобіотиків на чутливі ноцицептори. Визначено шляхи та проведено пошук антидотних засобів лікування при ураженні вищеназваними отрутами, який було завершено впровадженням в практику антидотів антиціан, фіцилін, аллоксим. Синтезовано та експериментально вивчено значну кількість оксимних реактиваторів ацетилхолінестерази. За двома інноваційними сполуками Р-49 та Р-502 ним були проведені міжвідомчі випробування на відповідність вимогам до реактиваторів ацетилхолінестерази як антидотів при враженні нейропаралітичними отрутами. Проведені поглиблені вивчення нехолінестеразних механізмів дії нейропаралітичних отруйних речовин, дано рекомендації з використання при ураженнях антихолінестеразними ксенобіотиками блокаторів Н1-рецепторів гістаміна. Пріоритетність цих досліджень підтверджена авторськими свідоцтвами та патентами на винаходи, а результати їх узагальнені та викладені у 2 спецмонографіях та великій кількості спецробіт та Спецінструкцій на клінічне використання антидотних засобів захисту, а також у виконаних під керівництвом Мохорта М. А. та захищених докторських та кандидатських дисертаціях.
Професор М. А. Мохорт проводив активну науково-організаційну роботу: був організатором і керівником Ради молодих вчених медиків при МОЗ України (1968-1972), членом Державного експертного центру МОЗ України, протягом багатьох років був членом проблемної комісії МОЗ та НАМН України «Фармакологія та клінічна фармакологія», член проблемної комісії «Токсикологія», був членом спецрад по захисту докторських і кандидатських дисертацій де представляв спеціальності фармакологія та токсикологія, був членом редколегій декількох наукових видань., рецензент усіх видань посібника «Компендиум. Лекарственные препараты», рекомендованого для використання лікарями різного профілю.